# Parcul Național Tsingy de Bemaraha
Parcul Național Tsingy de Bemaraha. este un parc național situat în regiunea Melaky la nord-vestul Madagascarului. Parcul național se centrează pe două formațiuni geologice: Marele Tsingy și Micul Tsingy.  Împreună cu rezervația naturală adiacentă Rezervația naturală strictă Tsingy de Bemaraha, Parcul Național este un Sit al Patrimoniului Mondial UNESCO.
Este străbătut de râul Manambolo.

## Context

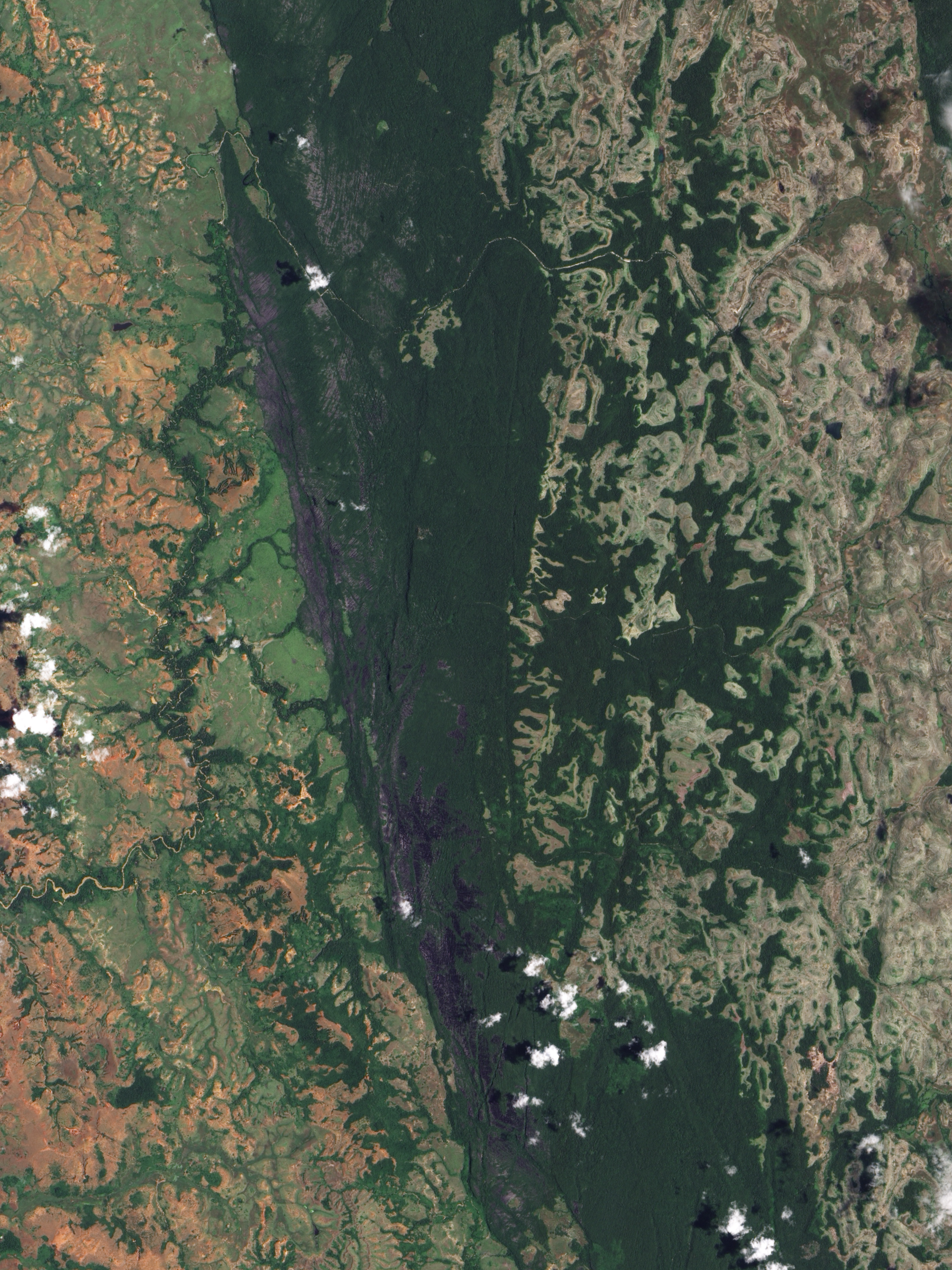
Imagine din satelit a parcului.

Tsingy-urile sunt platouri carstice în care apele subterane au subtiat zonele înalte, și au crestat caverne și fisuri în  calcar. În mai multe regiuni din vestul Madagascarului, centrate pe parc și rezervația naturală adiacentă, suprapunerea modelelor de eroziune verticală și orizontală a creat „păduri” dramatice de ace de calcar.
Cuvântul tsingy este în limba malgașă ca o descriere a sintagmei terenuri rele din Madagascar. Cuvântul poate fi tradus în limba română ca locul în care nu se poate merge desculț.

## Biologie
Geomorfologia neobișnuită a sitului patrimoniului mondial Tsingy de Bemaraha, care cuprinde atât Parcul Național, cât și rezervația naturală strictă adiacentă, înseamnă că situl găzduiește un număr excepțional de mare de specii de plante și animale endemice care se găsesc doar în nișe extrem de mici în cadrul tsingys.  De exemplu, vârful, panta și baza acului calcaros al unui tsingy formează ecosisteme diferite, cu specii diferite agățate de pantele lor deosebit de abrupte.